# Fábio José Tardin
Fabio Jose Tardin (Juscimeira), é um político brasileiro, filiado ao PSB. Nas eleições de 2022, foi eleito deputado estadual pelo MT.